# Lyford (Teksas)
Lyford je grad u američkoj saveznoj državi Teksas. Prema popisu stanovništva iz 2010. u njemu je živjelo 2.611 stanovnika.